# NCAA Division I Tennis Championships 2010
Bei den NCAA Division I Tennis Championships 2010 wurden zum 126. Mal die Meister im US-amerikanischen College Tennis ermittelt. Gespielt wurde vom 21. bis zum 31. Mai auf dem Campus der University of Georgia in Athens. Die ersten beiden Runden der Mannschaftsmeisterschaften wurden bereits ab dem 14. Mai gespielt, fanden allerdings noch nicht in Athens statt.

## Herrenmannschaftsmeisterschaften
| Nr. | Spieler    | Erreichte Runde |
| --- | ---------- | --------------- |
| 01. | Virginia   | Halbfinale      |
| 02. | Tennessee  | Finale          |
| 03. | Texas      | Achtelfinale    |
| 04. | Ohio State | Viertelfinale   |
| 05. | USC        | Sieg            |
| 06. | Florida    | Achtelfinale    |
| 07. | Baylor     | Viertelfinale   |
| 08. | Stanford   | Achtelfinale    |

| Nr. | Spieler    | Erreichte Runde |
| --- | ---------- | --------------- |
| 09. | UCLA       | Viertelfinale   |
| 10. | Texas A&M  | Achtelfinale    |
| 11. | Georgia    | Halbfinale      |
| 12. | Kentucky   | Achtelfinale    |
| 13. | Illinois   | 2. Runde        |
| 14. | Texas Tech | 2. Runde        |
| 15. | Louisville | Achtelfinale    |
| 16. | Duke       | Achtelfinale    |

## Herreneinzel
| Nr. | Spieler               | Erreichte Runde |
| --- | --------------------- | --------------- |
| 1.  | Henrique Cunha        | Halbfinale      |
| 2.  | Steve Johnson         | 1. Runde        |
| 3.  | John-Patrick Smith    | 1. Runde        |
| 4.  | Guillermo Gómez Díaz  | Achtelfinale    |
| 5.  | Austin Krajicek       | 1. Runde        |
| 6.  | Oleksandr Nedowjessow | Achtelfinale    |
| 7.  | Chase Buchanan        | Achtelfinale    |
| 8.  | Alexandre Lacroix     | 2. Runde        |

| Nr.    | Spieler           | Erreichte Runde |
| ------ | ----------------- | --------------- |
| 9.–16. | Robert Farah      | Viertelfinale   |
| 9.–16. | Bradley Klahn     | Sieg            |
| 9.–16. | Dimitar Kutrowski | Viertelfinale   |
| 9.–16. | Dénes Lukács      | Achtelfinale    |
| 9.–16. | Tim Pütz          | Halbfinale      |
| 9.–16. | Eric Quigley      | Achtelfinale    |
| 9.–16. | Michael Shabaz    | Viertelfinale   |
| 9.–16. | Sanam Singh       | Achtelfinale    |

## Herrendoppel
| Nr. | Paarung                           | Erreichte Runde |
| --- | --------------------------------- | --------------- |
| 1.  | Reid Carleton Henrique Cunha      | Viertelfinale   |
| 2.  | Davey Sandgren John-Patrick Smith | Finale          |
| 3.  | Robert Farah Steve Johnson        | Achtelfinale    |
| 4.  | Bradley Klahn Ryan Thacher        | Halbfinale      |

| Nr.   | Paarung                             | Erreichte Runde |
| ----- | ----------------------------------- | --------------- |
| 5.–8. | Antoine Benneteau Alexandre Lacroix | 1. Runde        |
| 5.–8. | Chase Buchanan Dino Marcan          | Achtelfinale    |
| 5.–8. | Dimitar Kutrowski Joshua Zavala     | Achtelfinale    |
| 5.–8. | Jeff Dadamo Austin Krajicek         | 1. Runde        |

## Damenmannschaftsmeisterschaften
| Nr. | Spieler        | Erreichte Runde |
| --- | -------------- | --------------- |
| 01. | Baylor         | Viertelfinale   |
| 02. | North Carolina | Halbfinale      |
| 03. | Florida        | Finale          |
| 04. | Michigan       | Achtelfinale    |
| 05. | Notre Dame     | Halbfinale      |
| 06. | Northwestern   | Achtelfinale    |
| 07. | UCLA           | Achtelfinale    |
| 08. | Stanford       | Sieg            |

| Nr. | Spieler       | Erreichte Runde |
| --- | ------------- | --------------- |
| 09. | Clemson       | Achtelfinale    |
| 10. | Duke          | Viertelfinale   |
| 11. | Miami (FL)    | Viertelfinale   |
| 12. | California    | Achtelfinale    |
| 13. | Tennessee     | Viertelfinale   |
| 14. | Georgia Tech  | 2. Runde        |
| 15. | Florida State | Achtelfinale    |
| 16. | Texas         | Achtelfinale    |

## Dameneinzel
| Nr. | Spieler               | Erreichte Runde |
| --- | --------------------- | --------------- |
| 1.  | Irina Falconi         | Viertelfinale   |
| 2.  | Jana Juricová         | Finale          |
| 3.  | Maria Sanchez         | Viertelfinale   |
| 4.  | Hilary Barte          | Halbfinale      |
| 5.  | Lenka Broosova        | Achtelfinale    |
| 6.  | Yasmin Schnack        | 1. Runde        |
| 7.  | Allie Will            | Achtelfinale    |
| 8.  | Laura Vallverdu Zafra | Halbfinale      |

| Nr.    | Spieler             | Erreichte Runde |
| ------ | ------------------- | --------------- |
| 9.–16. | Venise Chan         | Achtelfinale    |
| 9.–16. | Denise Dy           | 1. Runde        |
| 9.–16. | Lauren Embree       | 1. Runde        |
| 9.–16. | Kristy Frilling     | 2. Runde        |
| 9.–16. | Chelsey Gullickson  | Sieg            |
| 9.–16. | Maria Mosolova      | Achtelfinale    |
| 9.–16. | Anastasia Petukhova | 1. Runde        |
| 9.–16. | Caitlin Whoriskey   | Achtelfinale    |

## Damendoppel
| Nr. | Paarung                            | Erreichte Runde |
| --- | ---------------------------------- | --------------- |
| 1.  | Natalie Pluskota Caitlin Whoriskey | Finale          |
| 2.  | Hilary Barte Lindsay Burdette      | Sieg            |
| 3.  | Kristy Frilling Kali Krisik        | Viertelfinale   |
| 4.  | Andrea Remynse Yasmin Schnack      | Halbfinale      |

| Nr.   | Paarung                                      | Erreichte Runde |
| ----- | -------------------------------------------- | --------------- |
| 5.–8. | Josipa Bek Ina Hadziselimovic                | Achtelfinale    |
| 5.–8. | Marrit Boonstra Allie Will                   | Viertelfinale   |
| 5.–8. | Nadja Gilchrist Chelsey Gullickson           | Halbfinale      |
| 5.–8. | Gabriela Mejia Tenorio Laura Vallverdu Zafra | Viertelfinale   |